# FEEDWIT
FEEDWITは、2012年に大阪府にて結成された日本のロックバンド。2020年12月27日に解散。

## 概要
全員1995年生まれによるスリーピースロックバンド。楽曲制作者は武藤弘樹。

## メンバー
- 武藤 弘樹：ギター・ボーカル
- ムラタ ダイチ：ギター・ボーカル
- かつ：ベース・コーラス

## ミュージック・ビデオ
| 監督                | 曲名                 |
| ------------------- | -------------------- |
| 加藤マニ            | 「シュナウザー」     |
| 加藤マニ            | 「最中」             |
| 大山卓也（THINGS.） | 「国」               |
| 加藤マニ            | 「エイプリルグール」 |
| 加藤マニ            | 「トキワハゼ」       |
| 岡本弘輝            | 「野良恋」           |

## タイアップ
| アルバム | 曲名       | 放送局         | 番組                 | 放送期間        | 内容               |
| -------- | ---------- | -------------- | -------------------- | --------------- | ------------------ |
| 秘密万博 | トキワハゼ | 日本テレビ     | バズリズム02         | 2020年 5・6月   | パワープレイ       |
| 秘密万博 | トキワハゼ | 福島中央テレビ | 二畳半レコード       | 2020年 5月      | エンディングテーマ |
| 秘密万博 | トキワハゼ | 福岡放送       | クロ女子白書         | 2020年 5月      | エンディングテーマ |
| 秘密万博 | 野良恋     | 関西テレビ     | ギュッとミュージック | 2020年 6月      | エンディングテーマ |
| 秘密万博 | 野良恋     | 関西テレビ     | 音エモン             | 2020年7・8・9月 | POWER PUSH MUSIC   |